# 카롤리네 폰 브란덴부르크안스바흐
카롤리네 폰 브란덴부르크안스바흐(Wilhelmina Charlotte Caroline of Ansbach, 1683년 3월 1일 ~ 1737년 11월 20일)은 영국의 군주 조지 2세의 왕비로써, 영국에서는 안스바흐의 캐롤라인으로 불린다.

## 생애
1683년 안스바흐에서 브란덴부르크안스바흐 변경백 요한 프리드리히의 딸로 태어났지만, 아버지를 일찍 여의고 남동생과 함께 브란덴부르크 선제후 프리드리히 3세(훗날의 프리드리히 1세)의 손에 자랐다. 그의 아내 조피 샤를로테는 하노버 선제후 에른스트 아우구스트의 딸로, 당대에 손꼽히는 지적인 여성이었다. 그녀의 살롱에는 라이프니츠를 비롯한 많은 학자와 예술가들이 드나들었는데 카롤리네 또한 그러한 환경의 영향을 받아 총명한 여성으로 자라났다. 조피 샤를로테 어머니인 팔츠의 조피는 딸이 사는 베를린을 찾았다가 그런 카롤리네를 눈여겨 보게 되었다. 1705년 카롤리네는 조피의 손자이자 하노버 선제후의 아들인 게오르크 아우구스트와 결혼했다.
1714년 시아버지가 영국의 국왕 조지 1세로 즉위하면서 그녀 또한 남편과 함께 영국으로 향했다. 영국에서 그녀는 캐롤라인으로 불리게 되었고, 남편은 조지 오거스트가 되었다. 1727년에는 남편의 즉위로 왕비의 자리에 올랐으며, 당시의 유능한 수상 로버트 월폴과 협조하여 물심양면으로 남편의 정무를 도왔다. 그녀는 학문과 예술에 조예가 깊었고, 미술품을 수집하는 것을 좋아했으며 헨델이나 아이작 뉴턴 등과도 친교를 맺었다.
1737년 캐롤라인은 세인트 제임스 궁전에서 숨을 거두었고 웨스트민스터 사원에 묻혔다. 헨델은 왕실의 의뢰로 그녀를 위한 앤섬 《The Ways of Zion Do Mourn》을 작곡했다. 조지 2세는 그녀가 죽은 뒤로도 23년을 더 살았지만 재혼은 하지 않았다.

## 자녀
- 웨일스 공 프레더릭(1707~1751) 왕태자(조지 3세의 아버지)
- 프린세스 로열 앤(1709~1759) 오라녜 공 빌럼 4세와 결혼
- 아멜리아 소피아(1711~1786)
- 캐롤라인 엘리자베스(1713~1757)
- 조지 윌리엄(1717~1718)
- 윌리엄 오거스터스(1721~1765) 컴벌랜드 공작
- 메리(1723~1772) 헤센카셀방백 프리드리히 2세와 결혼
- 루이즈(1724~1751) 덴마크와 노르웨이의 국왕 프레데리크 5세와 결혼